# О’Херлихи, Гэвэн
Гэвэн Джон О`Херлихи (англ. Gavan John O'Herlihy) (29 июля 1951 – 15 сентября 2021) – американский и британский актёр. Наибольшую известность получил за роль Чака Каннингема в первых сериях сериала «Счастливые дни» а также снимался во всемирно известных фильмах, таких как «Никогда не говори «никогда»», «Жажда смерти 3», «Уиллоу», и «Супермен 3».

## Биография
О`Херлихи родился 29 июля 1951 года в г. Дублин, Ирландия в семье ирландцев, актёра Дэна О`Херлихи и его жены Сэндимунт, урождённой Элзи Беннет. Рос в г. Малибу (Калифорния) и в Дублине. По окончании  частной школы «Академия Филлипса» в штате Массачусетс, он поступил в колледж св. Троицы в Дублине. О`Херлихи был заядлым игроком в теннис и стал национальным чемпионом Ирландии по теннису. 
О`Херлихи сыграл роли свыше чем в 30 фильмах, большинство ролей были злодейского и антагонистического характера, в частности в фильмах «Никогда не говори «никогда»», «Супермен 3», «Жажда смерти 3» и «Последний изгой». Также он сыграл несколько положительных ролей в частности роль Эрка Тобера в фантазийном фильме 1988 года «Уиллоу» и роль американского капитана-лоялиста Лероя в фильме «Орёл Шарпа».
Также О`Херлихи снялся в телесериалах Rich Man, Poor Man и «Байки из склепа». В 1994 году сыграл роль Джона Гаридеба в фильме «Камень мазарина» (по мотивам одноимённого рассказа) сериала «Приключения Шерлока Холмса» телеканала Granada TV. Сюжет фильма был переписан и объединён с сюжетом «Трёх Гарридебов».   
О`Херлихи  сыграл роль Чака Каннингема в первом сезоне сериала «Счастливые дни», до серии «Give the Band a Hand», а во втором сезоне был заменён на актёра Рэндольфа Робертса до серии «Guess Who's Coming to Christmas». В дальнейшем сюжет сериала был полностью прееписан, персонаж Чака из него удалён. О`Херлихи не хотел постоянно играть в телефильмах, предпочитая сниматься в кинофильмах. Он сыграл роль воина в фильме «Уиллоу» режиссёра Рона Ховарда по сюжету Джорджа Лукаса. О`Херлихи также появился в роли Кэзона в пилотной серии «Caretaker» сериала «Звёздный путь: Вояджер» и в телесериалах The Six Million Dollar Man и The Bionic Woman
О`Херлихи сыграл роль убийцы-садиста Дана Саггса в минисериале 1989 года «Одинокий голубь»
В 1990х О`Херлихи постоянно поселился в Британии где выступал на театральной сцене и на телевидении, сыграв роли в британских телефильмах таких как Coded Hostile, «Приключения королевского стрелка Шарпа», Jonathan Creek, и Midsomer Murders. 
В 2009 году О`Херлихи вернулся на большой экран в роли шерифа Вэнса в продолжении культового фильма ужасов Нила Маршалла «Спуск 2» и через десять лет снова вернулся на экран сыграв ведущую роль писателя Джона Андерсона в фильме Ника Саундерса «Queen of the Redwood Mountains».   
У О`Херлихи было четверо детей. Он умер 15 сентября 2021 года в г. Бат, графство Сомерсет в возрасте 70 лет от нераскрытых причин
. 

## Избранная фильмография
- Счастливые дни (1974) - Чарльз «Чак» Каннингем
- Парень из Калифорнии (1974) - Том
- A Death in Canaan (1978) - Father Mark
- Свадьба (1978) - Уилсон Бриггс
- A Rumor of War (1980) - Stanton
- We'll Meet Again (1982) - Captain "Red" Berwash
- Супермен 3 (1983) - Брэд Уилсон
- Никогда не говори «никогда» (1983) - Captain Jack Petachi
- Таинственный противник (1983, телефильм) - Julius P. Hersheimmer
- Space Riders (1984) - Ron Harris
- Грязная дюжина: Новое задание (1985, телефильм) - Конрад Перкинс
- Жажда смерти 3 (1985) - Мэнни Фрекер
- A Killing on the Exchange (1987)
- Уиллоу (1988) - Эрк Тобер
- Одинокий голубь (мини-сериал) (1989) - Dan Suggs
- Твин Пикс (1990) - Preston King
- Conagher (1991) - Chris Mahler
- Байки из склепа (1991) - Ричард
- Последний изгой (1993) - Маршал Шарп
- Орёл Шарпа (телефильм) (1993) - капитан Лерой
- Приключения Шерлока Холмса (1994, серия — «Камень Мазарини») - Джон Гарридеб
- Стрелок (1995) - Dick Powell
- Принц Вэлиант (1997) - король Thane
- Top of the World (1997) - Lieutenant Logan
- Джонатан Крик (1998) - Хэл Дракер
- Command Approved (2000) - Arms Dealer
- Butterfly Man (2002) - Bill Kincaid
- Seven Days of Grace (2006) - MacNab
- Спуск 2 (2009) - Вейнс
- Убийства в Мидсомере (2009, серия: «Чёрная книга») - Джордж Арлингтон
- Queen of the Redwood Mountains (2021) - John Anderson